# Гвајанска висораван
Гвајанска висораван (порт. Planalto das Guianas, хол. Hoogland van Guyana), (Гвајанска висија, Гвајански плато или Гвајанске планине) је висораван која се простире у северном и североисточном делу Јужне Америке. Захвата простор између 7° сгш на северу и екватора на југу, до приатлантских низија на истоку и љаноса на западу. Северна граница представљена је сливом реке Ориноко, а јужна левим притокама Амазона. Укупна површина висије је око 1,6 милиона километара квадратних и захвата највећи део државе Венецуеле, Гвајану, Суринам и Француску Гујану, као и крајње северне делове Бразила и исток Колумбије.

## Геологија
Гвајанска висораван је заравњен део Гвајанског штита, која је грађена од прекамбријских и камбријских стена — гнајс, кварцит и шкриљац. У западном делу је основа прекривена слојем кредних пешчара дебљине око 2.000 метара. Даље на западу се настављају кристаласта узвишења, која су на истоку прекривена водама Атлантског океана. Висораван је јако рашчлањена раседима у којима су се формирали речни токови, тако да је она попримила обрисе громадних планина. У осталим деловима јављају се мезозојски седименти који се веома еродирани услед влажне климе ових простора.

## Географија
У рељефу Гвајанских планина издвајају се три целине. Источна област обухвата просторе источно од реке Есекибо. Седиментне акумулације су у поптуности еродиране па је прекамбријска основа огољена. Овај део је низак и веома рашчлањена на бројне планинске масиве. Највиша тачка је планина Вилхелмина висине 1.280 метара. На северу је област засута акумулацијама приатлантске низије, а на југу благо прелази у басен Амазона.
Централна област је највиша и најпространија. Пружа се измешу токова река Каура на западу и Есекибо на истоку. Радијаним покретима издигнут је северни део платоа, а јужни је благо спуштен. На северу се очувала седиментна серија кредних пешчара и конгломерата, пробијена магматитима. Ова серија позната је као „рораима“, дебљине до 600 метара. Просечна висина обе области је 1.000-1.500 метара, а истичу се планине Сера Пакарима, Сера Имери и највиша од свих Рораима — 2.810 метара. На југу висоравни, на простору Бразила, уз границу са Венецуелом издиже се Сера Неблина, са врхом Неблина (3.014 м), која је уједно највиша тачка Гвајанске висије и државе Бразил. Плато је добро рашчлањен клисурама и кањонима, а у овом делу се налази и највиши водопад на свету — Анђеоски водопад на реци Чурун.
Западна област има карактеристична обележја плоче. Пружа се западно од реке Каура. Прекамбријска основа је прекривена терцијарним седиментима, са по неким узвишењем од пешчара. Крајњи западни делови засути су акумулацијама са Анда и благо се спуштају ка басену реке Ориноко. Реке су усекле дубоке долине све до кристаласте основе. Највиша тачка је Сипапо 2.080 метара.

## Геологија
Најстарије стене у штиту се састоје од архејског комплекса Иматака, састављеног од кварц-фелдспат гнајса и подређеног мафичног гнајса. Гури расед означава јужну границу комплекса. Јужно од тог раседа су стене раног протерозоја које се састоје од метавулканске супергрупе Пастора и гранитног плутонског комплекса Супамо. Група Кучиверо се састоји од пепелног туфа и гранитних плутонских стена. Група Рорајма од раног до средњег протерозоја састоји се од континенталних кластичних седиментних стена. Ови прекамбријски седименти укључују кварцне пешчаре, кварците и конгломерате за које се претпоставља да су старости од 1,8 до 1,4 милијарди година.

## Геоморфологија
Постоје три планинска подручја Гвајанског штита:
- Гвајанско горје се делом налази у Венецуели источно од Оринока и простире се преко већег дела западно-централне Гвајане и до северне државе Рорајма у Бразилу.
- Узвисине Тумукумакве које представљају низ централних масива у луку од планина Вилхелмина у јужном централном Суринама, дуж јужне границе Суринама и Гвајане, формирајући планине Акарај у држави Рорајма и планине Тумук-Хумак у државама Пара и Ампа Бразила. Од овог лука, јужне узвисине се лагано спуштају према реци Амазон, а северне узвисине благо се спуштају према Атлантику.
- Висораван Чирибиквет је висораван са пешчаром са надморском висином од 900 m (2.953 ft) која чини западну ивицу штита. Висораван је од источних Анда одвојена дебелим неогеним седиментима Субандског корита које се протеже дуж северног и западног обода Гвајанског штита.

Северно-централним делом Гвајанске висоравни доминирају високи равни врхови звани тепуи, из супергрупе Рорајма и формације Квази-Рорајма, и заобљени гранитни врхови комплекса Паргуаза и Иматака на северним и југозападним ивицама области . Највиша тачка на штиту је Пико да Неблина у Бразилу на 2.995 m (9.826 ft). Пико да Неблина је највиши врх већег масива Неблина, високо еродиране висоравни од пешчара која се простире на граници Венецуеле и Бразила и која је изгубила типичан облик стола као други тепуи у региону.

## Екологија
Гвајански штит је један од региона највећег биодиверзитета на свету и има много ендемских врста. У региону живи преко 3000 врста кичмењака: 1168 слатководних риба, 269 водоземаца (54% ендема), 295 гмизаваца (29%), 1004 птице (7,7%) и 282 сисара (11%). Разноврсност бескичмењака остаје углавном недокументована, али постоји неколико врста ендемских лептира и балегара.
Биљни свет је подједнако богат и пронађено је 13.367 врста васкуларних биљака, од којих се приближно 40% сматра ендемским. Штит је прекривен највећим пространством тропске шуме на било којој прекамбријској области штита на свету. Кишна шума Гвајане је по природи слична амазонској кишној шуми, а позната заштићена подручја укључују шуму Ивокрама у централној Гвајани, Кајетеур, национални парк Кануку у јужној Гвајани, Унескову светску баштину, резерват природе Централни Суринам у Суринаму, Гвајански амазонски парк у Француској Гвајани и национални парк Тумукумакве у држави Ампа у Бразилу. У Венецуели су шуме заштићене националним парковима Канајма, Парима-Тапирапеко и Серанија де ла Неблина. Влада Колумбије је 2014. године одредила подручје од 250 хектара Гвајанског штита као Рамсарско мочварно подручје, чиме је постало заштићено подручје од међународног значаја у складу са Рамсарском конвенцијом.
Према недавним истраживањима, иако екосистеми висоравни Гвајане остају живахни, документовани су проблеми који се појављују (укључујући „добро познату инвазивну биљку на другим местима“ Poa annua и „један од најагресивнијих корова“ Polypogon elongatus) и заразне фекалне бактерије Helicobacter pylori.